# 青木正児
青木 正児（あおき まさる、旧字体：靑木 正兒、1887年（明治20年）2月14日 - 1964年（昭和39年）12月2日）は、大正から昭和中期の中国学者・中国文学者。日本学士院会員。山口県下関市出身。字は「君雅」。号に「迷陽」があり、「迷陽先生」とも呼ばれた。

## 経歴
年譜は『青木正児全集』最終10巻末ほかに収録されている。
出生から修学期
1887年（明治20年）2月14日、山口県下関市で漢方医・青木坦平の次男として生まれた。父・坦平には支那趣味があり、南画家を自宅に招いたり、妻や娘に琵琶など中国の楽器を習わせるなどしており、青木正児も幼少期より文学や美術を好んだ。1905年、山口県立豊浦中学校を卒業し、同年9月に第五高等学校第一部（現：熊本大学）に入学。1908年9月、創設されたばかりの京都帝国大学文科大学支那文学科に、第1期生として入学。狩野直喜・幸田露伴・鈴木虎雄・内藤虎次郎（湖南）らの下で学んだ。当初は小説家になりたいと考えており、幸田露伴に小説の指導も受けたが。、露伴が1年半で京都帝国大学を辞職するのと共に創作活動については断念。1911年、狩野直喜の指導の下、卒業論文『元曲の研究』を完成させて卒業
中国文学研究者として(京都時代)
卒業後は、一旦郷里の下関に帰郷したが、再び京都に戻り、1911年9月に大日本武徳会武術専門学校教授となった。1913年4月、紀藤艶子と結婚。1918年8月、武術専門学校教授を辞し、9月より同志社大学英文科講師。また、平安中学校講師を兼任した。1919年8月、同中学校講師を辞職。同年9月、同志社文学部教授に昇格（予科教授も兼任）。
1920年、小島祐馬や本田成之（蔭軒）らとともに、雑誌『支那学』を創刊。胡適・周作人・魯迅らと知り合い、手紙のやり取りも開始した。1921年4月30日、富岡鉄斎を訪問。また、漢詩の会「麗澤社」（りたくしゃ）、水墨画の会「考槃社」（こうはんしゃ）に参加し、積極的に創作活動にも取り組んだ。1924年4月より龍谷大学講師を兼任。
中華民国研究留学から東北大学時代
同1924年12月、同志社大学文学部教授を辞し、東北帝国大学文科大学助教授を命じられた。同時に文部省在外研究員として2年間の在外研究についても命じられ、1925年3月26日に下関より出航。釜山に上陸し、京城・平壌・奉天を経て、中華民国・北京に至った。4月には、王国維を訪問。1926年3月18日に一時帰国したが、4月6日に再び中国へ戻り、上海に上陸。7月5日に帰国。
1926年8月、東北帝国大学文学部支那学第二講座（中国文学）の初代教授となった。1927年4月、『支那文芸論藪』を出版。1930年、学位論文『支那近世戯曲史』を京都帝国大学に提出して文学博士号を取得。1935年12月には、『支那文学概説』、1937年9月には『元人雑劇序説』を出版。
1938年、鈴木虎雄の後任として京都帝国大学文学部支那文学講座の教授となった。ただし、1947年までは東北帝国大学教授と兼任。1947年に京都帝国大学教授を退官し、関西学院大学および立命館大学講師となった。1949年、同大学講師を辞し、山口大学文理学部教授となった。1950年10月からは同大学文理学部長も務めた。1953年10月、日本学士院会員に選出された。同年より九州大学文学部講師を兼任。1958年、山口大学を定年退官。その後は立命館大学大学院の特任教授として教鞭を執った。1964年12月2日、同大学院での講義終了直後に校内廊下で倒れ、心不全により急逝。享年77。遺著は『李白』としてまとめられた。

## 家族・親族
- 父：青木坦平は白石照山に漢学を修めた漢学者であり漢方医。座長など地方の名士として活動した。
- 妻：青木艶子（旧姓・紀藤）は、紀藤織文の長女。第3代・6代の宇部市長を務めた紀藤閑之介の従姉妹[5]。
- 岳父：紀藤織文は山口県士族で、宇部銀行頭取。
- 次男：青木敦は理学者。理学博士で、京都府立大学名誉教授。
- 四男：中村喬（旧姓・青木）は文学者。立命館大学文学部名誉教授・文学博士。父の研究を引き継ぎ、多くの著訳書を刊行。
- 孫：青木務は農学者。神戸大学名誉教授・同大学元発達科学部長・農学博士。
- 孫：中村亨は中央大学商学部教授
- 甥：紀藤正樹は弁護士

## 研究内容・業績
生涯を通じ中国の文学・文物に親しみ、その風雅を紹介し古典中国文学を文学研究としての観点から学術評価した。従来趣味的な要素の強かった中国の食文化・風俗を、学術レベルで研究・紹介した先駆者である。
名物学を体系的に整理したことでも知られる。
師の狩野君山・内藤湖南らが興した京都支那学の発展に寄与した。同世代の小島祐馬・本田成之らとともに『支那学』誌の創刊に携わり、後続の吉川幸次郎・倉石武四郎らに影響を与えた。

## 著作
- 『金冬心の藝術』彙文堂書店 1920 - 作品解説
- 『支那文藝論藪』弘文堂書房 1927
- 『支那近世戯曲史』弘文堂書房 1930[8]
- 『支那文学概説』弘文堂書房 1935
- 『元人雑劇序説』弘文堂書房 1937
- 『江南春』弘文堂、1941
  - 新版：平凡社東洋文庫 1972、ワイド版 2003 - 小川環樹解説
- 『支那文学藝術考』弘文堂 1942
- 『支那文学思想史』岩波書店 1943
- 『抱樽酒話』弘文堂アテネ文庫 1948
- 『酒の肴』弘文堂アテネ文庫 1949
  - 改訂『酒の肴・抱樽酒話』岩波文庫 1989 - 小倉芳彦解説
- 『華国風味』弘文堂 1949
  - 改訂：岩波文庫[9] 1984、ワイド版 2001。Discover21(電子出版のみ) 2022
- 『中華文人画談』弘文堂 1949
- 『清代文学評論史』岩波書店 1950[10]
- 『琴棊書画』春秋社 1958、増補版 1964
  - 平凡社東洋文庫 1990 - 初刊を改訂
- 『中華名物考』春秋社 1959[11]
  - 新版：平凡社東洋文庫 1988[9]、ワイド版 2007
- 『中華飲酒詩選』筑摩書房 1961
  - 選書判：筑摩叢書 1964、復刊1983[12]
  - 平凡社東洋文庫 2008[12]
  - 角川ソフィア文庫 2024[12] - 電子書籍版も刊
- 『酒中趣』筑摩書房1962[13]、筑摩叢書 1984

### 訳注・解説
- 抱甕老人（中国語版）『通俗古今奇観』淡斎主人訳・校註、岩波文庫 1932、復刊1986
- 『歴代画論 唐宋元篇』奥村伊九良・共編訳、弘文堂書房<麗澤叢書> 1942
- 『新訳 楚辞』春秋社 1957
  - 全集組入『世界文学大系7・中国古典詩集』筑摩書房 1961[14]
- 『元人雑劇』弘文堂 1957
  - 全集組入『中国古典文学全集33 戯曲集』平凡社 1962[15]
- 『鐵齋』筑摩書房 1957[16]
- 袁枚『随園食単』六月社 1958
  - 随園 1964 - 再版・非売品
  - 岩波文庫 1980 - 水谷真成解説
- 『中華茶書』春秋社 1962
  - 復刻版 柴田書店 1976、新版 1982
- 『北京風俗図譜』全2巻、編著・内田道夫解説、平凡社東洋文庫 1964
  - 平凡社 1986 - 大判の単行版で再版
- 『李白 漢詩大系 8』集英社 1965
  - 新装版『李白 漢詩選 8』集英社 1996
- 『芥子園画伝』筑摩書房 1975 - 図版・解説の2分冊、補訂解説入矢義高

### 全集
- 『青木正児全集』全10巻、春秋社 1969-1975、復刊1984

1. 『支那文学思想史・支那文学概説・清代文学評論史』
2. 『支那文藝論叢・支那文学藝術考』
3. 『支那近世戯曲史』
4. 『新訳楚辞・元人雑劇序説・元人雑劇』
5. 『李白』
6. 『金冬心之藝術・中華文人画談・歴代画論・鉄斎解説』
7. 『江南春・琴棋書画・雑纂』
8. 『中華名物考・中華茶書・随園食単』
9. 『酒中趣・中華飲酒詩選・華国風味』
10. 『芥子園画伝』- 神田喜一郎補訂解説、年譜書誌

記念論集
- 『中華六十名家言行録：青木正児博士還暦記念』吉川幸次郎編、弘文堂 麗澤叢書 1948

## 関連文献

### 書籍
- 『東方学回想 Ⅲ 学問の思い出〈1〉』刀水書房 2000 - 門下生との座談会（1965年）を収録
- 辜承堯『風雅孤高の文芸者：青木正児の構築した中国学（シノロジー）の世界』東方書店[17] 2023
- 水谷眞成「青木正兒」-『東洋学の系譜』大修館書店[18] 1992

### 論文など
- 辜承堯「青木正児の名物学研究とその評価について」『関西大学東西学術研究所紀要』第51巻、2018年。
- 杉山寛行、張小鋼「青木正兒博士とその資料」『名古屋大學文學部研究論集 文學』第46号、2000年。doi:10.18999/joufll.46.173。
- 張小鋼「青木正兒博士の「名物学」と名古屋大学図書館の青木文庫」『名古屋大學中國語學文學論集』第6号、2007年。doi:10.18999/joucll.6.(55)。
- 名古屋大学附属図書館研究開発室 編『「遊心」の祝福 : 中国文学者・青木正児の世界 : 名古屋大学附属図書館2007年秋季特別展 図録』2007年。 NCID BA83373494。
  - 中塚亮「青木正児博士年譜」（全集所収の一部改訂）p.90f